# Tetraibidion sahlbergi
Tetraibidion sahlbergi är en skalbaggsart som först beskrevs av Aurivillius 1899.  Tetraibidion sahlbergi ingår i släktet Tetraibidion och familjen långhorningar. Inga underarter finns listade i Catalogue of Life.